# Saul Raisin

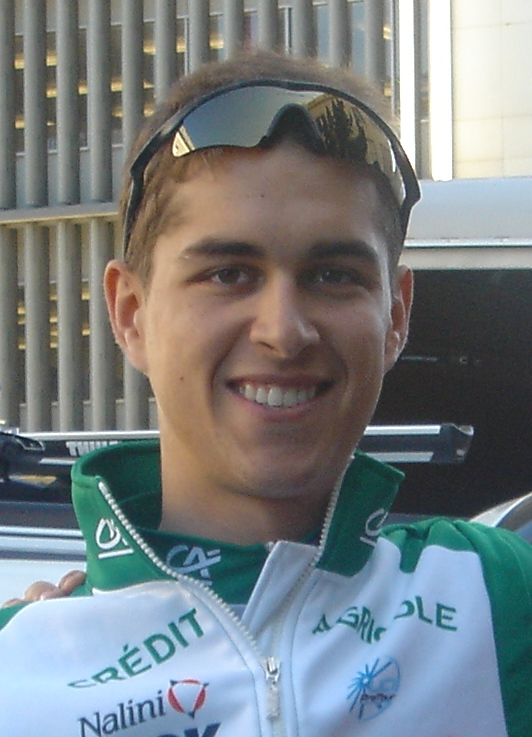
Saul Raisin

Saul Raisin (* 6. Januar 1983 in Dalton, Georgia) ist ein ehemaliger US-amerikanischer Radrennfahrer.
Saul Raisin begann seine Profikarriere 2005 bei dem französischen ProTeam Crédit Agricole, nachdem er 2004 für die Espoirs (Männer U23) von Crédit Agricole fuhr. Bei der Tour de Langkawi 2006 gewann er die dritte Etappe.
Am 4. April 2006 stürzte Raisin in Saint-Mars-la-Jaille bei der ersten Etappe der Sarthe-Rundfahrt schwer und wurde in die Intensivstation des Krankenhauses von Angers eingeliefert. Am 6. April fiel er, in Lebensgefahr schwebend, ins Koma, aus dem er erst eine Woche später wieder aufwachte, nachdem ihm ein Blutgerinnsel aus dem Kopf entfernt worden war. Dabei handelte es sich um den dritten schweren Sturz in seiner Radsportlaufbahn. Am 8. August 2006 nahm er das Training auf der Straße wieder auf, obwohl er zunächst halbseitig gelähmt gewesen war und befürchtet worden war, er würde nicht mehr genesen.
2007 startete Raisin bei der US-amerikanischen Zeitfahrmeisterschaft. Nach weiteren Gesundheitstests rieten ihm jedoch die  Ärzte, keine Radrennen mehr zu bestreiten. Mit Ende der Saison 2008 beendete Raisin seine Karriere.
Aufgrund seiner eigenen Erfahrung gründete Raisin die Raisin Hope Foundation zur Unterstützung von Menschen mit Gehirnverletzungen. 2011 publizierte er das Buch Tour de Life.